# Asarum magnificum
Asarum magnificum là một loài thực vật có hoa trong họ Aristolochiaceae. Loài này được Tsiang ex C.Y.Cheng & C.S.Yang mô tả khoa học đầu tiên năm 1983.